# Eurytoma contraria
Eurytoma contraria är en stekelart som beskrevs av Walker 1860. Eurytoma contraria ingår i släktet Eurytoma och familjen kragglanssteklar.
Artens utbredningsområde är Sri Lanka. Inga underarter finns listade i Catalogue of Life.